# Mark Christian
Mark Christian (Douglas, Illa de Man, 20 de novembre de 1990) és un ciclista manx, professional des del 2012 i actualment a l'equip Eolo-Kometa Cycling Team. Combina la carretera amb la pista on ha obtingut algunes victòries.
La seva germana Anna també es dedica al ciclisme.

## Palmarès en pista
- 2008
  -  Campió d'Europa júnior en Madison (amb Luke Rowe)
- 2009
  -  Campió nacional en Madison (amb Peter Kennaugh)
- 2010
  -  Campió nacional en Madison (amb Luke Rowe)
- 2012
  -  Campió nacional en Madison (amb Simon Yates)

### Resultats a laCopa del Món en pista
- 2014-2015
  - 1r a Londres, en Persecució per equips
  - 1r a Londres, en Madison

## Palmarès en carretera
- 2008
  - 1r a la Volta a la Baixa Saxònia júnior

### Resultats a la Volta a Espanya
- 2017. 138è de la classificació general

### Resultats al Giro d'Itàlia
- 2021. 75è de la classificació general